# Jaworki (Petite-Pologne)
Pour les articles homonymes, voir Jaworki.
Jaworki est une localité polonaise de la gmina de Szczawnica, située dans le powiat de Nowy Targ en voïvodie de Petite-Pologne.